# سینما دزاشیب
سینما دزاشیب یک سینما در شهر تهران، ایران است.
این سینما که در مجموعه فرهنگی ورزشی دزاشیب قرار دارد دارای یک سالن با ظرفیت ۲۶۴ نفر می‌باشد، سینما دزاشیب در تاریخ ۲۴ فروردین ۱۳۹۶ با اکران فیلم ماجرای نیمروز افتتاح شده‌است.